# Utagawa Hiromaru
Pour les articles homonymes, voir Utagawa.
Utagawa Hiromaru (歌川 広丸), est un peintre japonais de style ukiyo-e, actif durant l'ère Bunka (1804-17). 
Son professeur est Utagawa Toyohiro et il signe ses œuvres avec Toba Hiromaru (鳥羽 広丸 (). On connaît de lui quelques rouleaux suspendus (kakemono) dont le bijin-ga, « peintures de jolies femmes ». L'un d'entre eux se trouve au musée des beaux-arts de Boston, un autre au musée national de Tokyo. Ses estampes de brocart nous sont inconnues.